# Мовна шизофренія. Quo vadis, Україно?
«Мовна шизофренія. Quo vadis, Україно?» — публіцистична книга мовознавця та професора української мови Колумбійського університету Юрія Шевчука 2015 року, в якій пояснюється соціолінгвістичний термін мовна шизофренія, культурної політики, яка передбачає постійне змішування російської та української мов, що призводить до поступового витіснення останньої. В книзі автор розглядає ступінь активності мовної шизофренії в Україні через телебачення та радіо, інтернет, відео-продукції та описує згубність цього явища.

## Назва
За словами Шевчука, у виразі «мовна шизофренія» присутня більше метафора, ніж наукова прецизійність, яку би належало мати науковому терміну, оскільки в науці вже існує кілька термінів, які означують феномен, коли в одному і тому самому місці вживаються принаймні дві мови, зокрема білінгвізм (лінгвістика) та шизоглосія (соціологія). Але Шевчук вирішив використати саме термін «мовна шизофренія» як кліше що краще пояснює сучасну ситуацію в Україні. При цьому Шевчук використав як першооснову концепцію "шизоглосії" американського соціолога Ейґара Гаузера вперше згадану в його праці 1962-го року:
|                                              | «Ця концепція — не моя. Тут йдеться не стільки про концепцію, як про аналіз політики змішування української мови з російською, яку, на мій погляд, влучно окреслює вираз «мовна шизофренія». Ще в 1962-му році американський соціолог Ейґар Гаузер досліджував на варіянтах однієї мови поведінку гаїтянських та американських негрів, яку назвав «шизоглосією», тобто «розламом мови». Обидві групи мовців сприймали власний креолізований варіянт мови, в Гаїті — французької, в США — англійської, як меншовартісні, неправильні, такі, що таврують їх носіїв. Вони демонстрували мовний комплекс — відчуття сорому за власну мову, а також намагання, в ситуаціях публічної комунікації не користуватися цими мовами, точніше різновидами мови. |
| — зауважує в інтерв'ю Юрій Шевчук (2015 рік) | |

## Теми підняті у книзі

### Бездіяльність Інститут української мови щодо запобіганню мовної шизофренії в Україні
Автор зазначає, що В Україні не ведуться дослідження щодо послідовної політики змішування двох мов (мовної шизофренії), а Інститут української мови протягом 25 років є в стані паралічу, як в стані паралічу є і механізми української мови до творення термінології.

### Відсутність повністю україномовного середовища в Україні
Одним прикладом, з багатьох аргументів щодо розкриття викликів українському суспільству, автор вказує на явище, для якого є характерною стійка ситуація, коли дитина може ходити до найкращої україномовної школи, і в якийсь момент батьки починають відстежувати, що вона почала говорити «рос. тоже», а не «теж», «рос. да», а не «так» і т.д. Таку всюдисущність автор характеризує як свідчення «мовної шизофренії». Сюди він відносить і явище наповнення публічного простору спарюванням української мови з російською, коли зникає сам зразок літературної української мови, на який можна би було орієнтуватися і взоруватися, щоб вчити мову (для тих, хто хоче її вивчити), і ще це можна розглянути й з боку надання допомоги у вивченні української мови, в тому числі і для зарубіжних студентів, які мають намір її вивчити, але не чують її скрізь. Закордонні студенти, для котрих протягом 20 років Юрій викладає українську мову в Гарвардському університеті на літній школі, а згодом і в Колумбійському, незмінно повертаються з України, спантеличені, декотрі відверто обурені і обмануті (бо чого вони навчилися в Нью-Йорку від свого викладача?), бо не сподівалися опинитися в такому мовному оточенні. «Мовна шизофренія» позбавляє українську мову захисної ролі в ситуаціях екзистенційних, коли є загроза життю, і за мовою неможливо відрізнити свого від ворога і т.д.